# Michael Mayr
Michael Mayr (10. dubna 1864 Adlwang – 21. května 1922 Waldneukirchen) byl rakouský vysokoškolský pedagog, archivář a politik německé národnosti, na počátku 20. století poslanec Říšské rady za Tyrolsko, po první světové válce rakouský spolkový kancléř.

## Biografie
Pocházel z rodiny rolníka. Navštěvoval gymnázium v Kremsmünsteru a Vídeňskou univerzitu. Zde studoval dějiny a zeměpis a promoval roku 1890. V letech 1889–1891 studoval na Ústavu pro rakouský dějezpyt při Vídeňské univerzitě. V roce 1892 nastoupil do archivnictví. V letech 1891–1892 ho Ústav pro rakouský dějezpyt vyslal do Říma. Po návratu krátce pracoval na ministerstvu financí a pak nastoupil do innsbruckého státního archivu. Byl členem c. k. akademie věd a členem mnoha dalších odborných sdružení. Byl univerzitním profesorem v Innsbrucku. Od roku 1900 vyučoval moderní dějiny a zemské dějiny na Univerzitě Innsbruck. Napsal řadu prací na téma dějin a právních dějin.
Počátkem 20. století se kromě svého působení coby vysokoškolský pedagog uvádí i jako ředitel archivu místodržitelství v Innsbrucku. Tento zemský archiv vedl v letech 1897–1920.
Angažoval se rovněž politicky. Od roku 1908 do roku 1914 byl poslancem Tyrolského zemského sněmu.
Působil i jako poslanec Říšské rady (celostátního parlamentu Předlitavska), kam usedl ve volbách do Říšské rady roku 1907, konaných poprvé podle všeobecného a rovného volebního práva. Byl zvolen za obvod Tyrolsko 03. Po volbách roku 1907 byl uváděn coby člen klubu Křesťansko-sociální sjednocení.
Jeho politická kariéra vyvrcholila po první světové válce. Od 4. března 1919 do 9. listopadu 1920 byl poslancem rakouské Ústavodárné Národní rady a od 10. listopadu 1920 až do své smrti v květnu 1922 byl poslancem Národní rady za Křesťansko-sociální stranu. Nastoupil tehdy i na vládní posty. V třetí vládě Karla Rennera zasedal od 17. října 1919 do 24. června 1920 jako ministr (oficiálně státní tajemník) pro ústavní a správní reformu.
Od 7. července 1920 do 21. června 1921 byl rakouským kancléřem. Do 20. listopadu 1920 vedl první vládu Michaela Mayra, v níž měl oficiálně funkci státního tajemníka s titulem předsedy kabinety a vedoucího státního kancléřství. Po 20. listopadu 1920 pak již zastával formálně post spolkového kancléře v druhé vládě Michaela Mayra. Od 22. října 1920 do 20. listopadu 1920 rovněž v první vládě Michaela Mayra působil i jako ministr zahraničních věcí Rakouska (oficiálně pověřen správou státního úřadu pro zahraničí). Jeho druhá vláda od listopadu 1921 již nebyla velkou koalicí křesťanských sociállů a sociálních demokratů. V červnu 1921 podal demisi. Na stranickém sjezdu křesťanských sociálů ve Vídni to pak odůvodnil tím, že vláda byla slabá.
Zemřel náhle v květnu 1922 v Waldneukirchen, kam přijel na návštěvu za politikem Peterem Mandorferem. Po několika dnech aktivity a schůzek s kolegy a známými náhle oznámil, že je mu nevolno. Bezprostředně poté upadl a byl na místě mrtev.